# Joseph-Höffner-Gesellschaft
Die Joseph-Höffner-Gesellschaft versteht sich als Verein zur Bekanntmachung der Christlichen Soziallehre der Kirche im Sinne des wissenschaftlichen, sozialen und pastoralen Lebenswerkes von Joseph Kardinal Höffner.
Die Vereinigung ist dem Andenken und dem Werk des Wissenschaftlers und Bischofs Joseph Höffner gewidmet. 2002 wurde die Joseph-Höffner-Gesellschaft von Lothar Roos, Manfred Spieker, Martin Lohmann und anderen gegründet. Rechtlich ist sie ein Verein im Erzbistum Köln mit Sitz in Köln; die Geschäftsstelle befindet sich jedoch in der Liegenschaft des Collegium Albertinum in Bonn. Vorsitzender ist seit 2018 der Dominikanerpater Johannes Zabel, seine Stellvertreterin ist die Sozialwissenschaftlerin Ursula Nothelle-Wildfeuer; Geschäftsführer ist seither der Rechtsanwalt Georg Dietlein, Schatzmeister der Wirtschaftswissenschaftler Michael Sendker. Zum Vorstand gehören weiterhin: Elmar Nass, Christian Müller, Philipp M. Laufenberg, Thomas Nickel und Jochen Sautermeister. Ehrenvorsitzender ist der Bonner Sozialethiker Lothar Roos, welcher die Gesellschaft von 2002 bis 2018 als Vorsitzender leitete. Dem Vorstand gehörte bis zu seinem Tod (2018) der Kölner Weihbischof Manfred Melzer an. Als Vertreter des Erzbischofs von Köln im Vorstand folgte ihm Weihbischof Dominik Schwaderlapp nach.
Ziel und Aufgabe ist es die Soziallehre im Sinne des wissenschaftlichen, sozialen und pastoralen Lebenswerkes von Joseph Kardinal Höffner zu pflegen, durch wissenschaftliche Forschung zu vertiefen, zu verbreiten und im Kontext aktueller Fragestellungen und Anwendungen zu vermitteln.

## Veröffentlichungen
- Paul Kirchhof: Ehe und Familie als Voraussetzungen für die Überlebensfähigkeit unserer Gesellschaft, PEK Köln 2003
- Manfred Spieker, Christian Hillgruber, Klaus Ferdinand Gärditz: Die Würde des Embryos. Ethische und rechtliche Probleme der Präimplantationsdiagnostik und der embryonalen Stammzellforschung (Veröffentlichungen der Joseph Höffner Gesellschaft, Bd. 1). Ferdinand Schöningh, Paderborn 2012, ISBN 978-3-506-77649-5
- Alfred Schüller, Elmar Nass, Joseph Kardinal Höffner: Wirtschaft, Währung, Werte. Die Euro(pa)krise im Lichte der Katholischen Soziallehre (Veröffentlichungen der Joseph Höffner Gesellschaft, Bd. 2). Ferdinand Schöningh, Paderborn 2014, ISBN 978-3-506-77868-0
- Andreas Kruse, Giovanni Maio, Jörg Althammer: Humanität einer alternden Gesellschaft (Veröffentlichungen der Joseph Höffner Gesellschaft, Bd. 3). Ferdinand Schöningh, Paderborn 2014, ISBN 978-3-506-77943-4
- Lothar Roos, Werner Münch, Manfred Spieker:  Benedikt XVI. und die Weltbeziehung der Kirche (Veröffentlichungen der Joseph-Höffner-Gesellschaft, Bd. 4). Ferdinand Schöningh, Paderborn 2015, ISBN 978-3-506-78243-4
- Rainer Maria Woelki, Christian Hillgruber, Giovanni Maio, Manfred Spieker, Christoph von Ritter: Wie wollen wir sterben? Beiträge zur Debatte um Sterbehilfe und Sterbebegleitung (Veröffentlichungen der Joseph Höffner Gesellschaft, Bd. 5). Ferdinand Schöningh, Paderborn 2016, ISBN 978-3-506-78435-3
- Christian Müller, Elmar Nass, Johannes Zabel (Hrsg.): Naturrecht und Moral in pluralistischer Gesellschaft (Veröffentlichungen der Joseph Höffner Gesellschaft, Bd. 6). Ferdinand Schöningh, Paderborn 2017, ISBN 978-3-506-78685-2
- Giuseppe Franco: Von Salamanca nach Freiburg: Joseph Höffner und die Soziale Marktwirtschaft (Veröffentlichungen, Bd. 7). Ferdinand Schöningh, Paderborn 2018, ISBN 978-3-506-78908-2
- Werner Lachmann, Harald Jung, Christian Müller (Hrsg.): Unternehmensverantwortung in der Sozialen Marktwirtschaft (Veröffentlichungen, Bd. 8). Ferdinand Schöningh, Paderborn 2019, ISBN 978-3-506-72850-0